# Peter Florin
Peter Florin (Köln, 1921. október 2. – Berlin, 2014. február 17.) német politikus és diplomata. 1933-ban kommunista eszméik miatt szüleivel a nácik elől menekülve a Szovjetunióba emigrált, ahol német nyelvű iskolába járt. A második világháborúban is a szovjetek oldalán harcolt. A háború után visszatért az NDK-ba, politizálni kezdett. Az Az Egyesült Nemzetek Szervezete Közgyűlésének 42. elnöke volt 1987 és 1988 közt.